# Olympe Amaury
Pour les articles homonymes, voir Amaury.
Olympe Amaury, née Olympe Vignel le 19 juin 1901 à Tracy-sur-Loire (Nièvre) et morte le 12 mai 2015 à Amilly (Loiret), est la doyenne des Français du 2 avril 2015 à sa mort.
Elle a été déclarée doyenne des Français par erreur à la suite du décès de Suzanne Burrier le 14 juillet 2013 jusqu'en juillet 2014, son aînée de trois mois étant encore inconnue de la population à ce moment-là,.
À la suite de la mort de Marie Brudieux, le 2 avril 2015, elle devient réellement doyenne des Français.

## Biographie
Olympe Amaury a épousé Gaspard Amaury, ouvrier agricole, le 31 mai 1924 à Tracy-sur-Loire. Le couple s'est établi à Cepoy (Loiret) en 1963 ou 1964 et a eu quatre enfants, Ginette, Jacques, Michel et Claude, qui leur ont donné cinq petits-enfants, sept arrière-petits-enfants et deux arrière-arrière-petits-fils.
Elle vivait dans une maison de retraite à Amilly (Loiret) depuis 2003.